# Alpbach

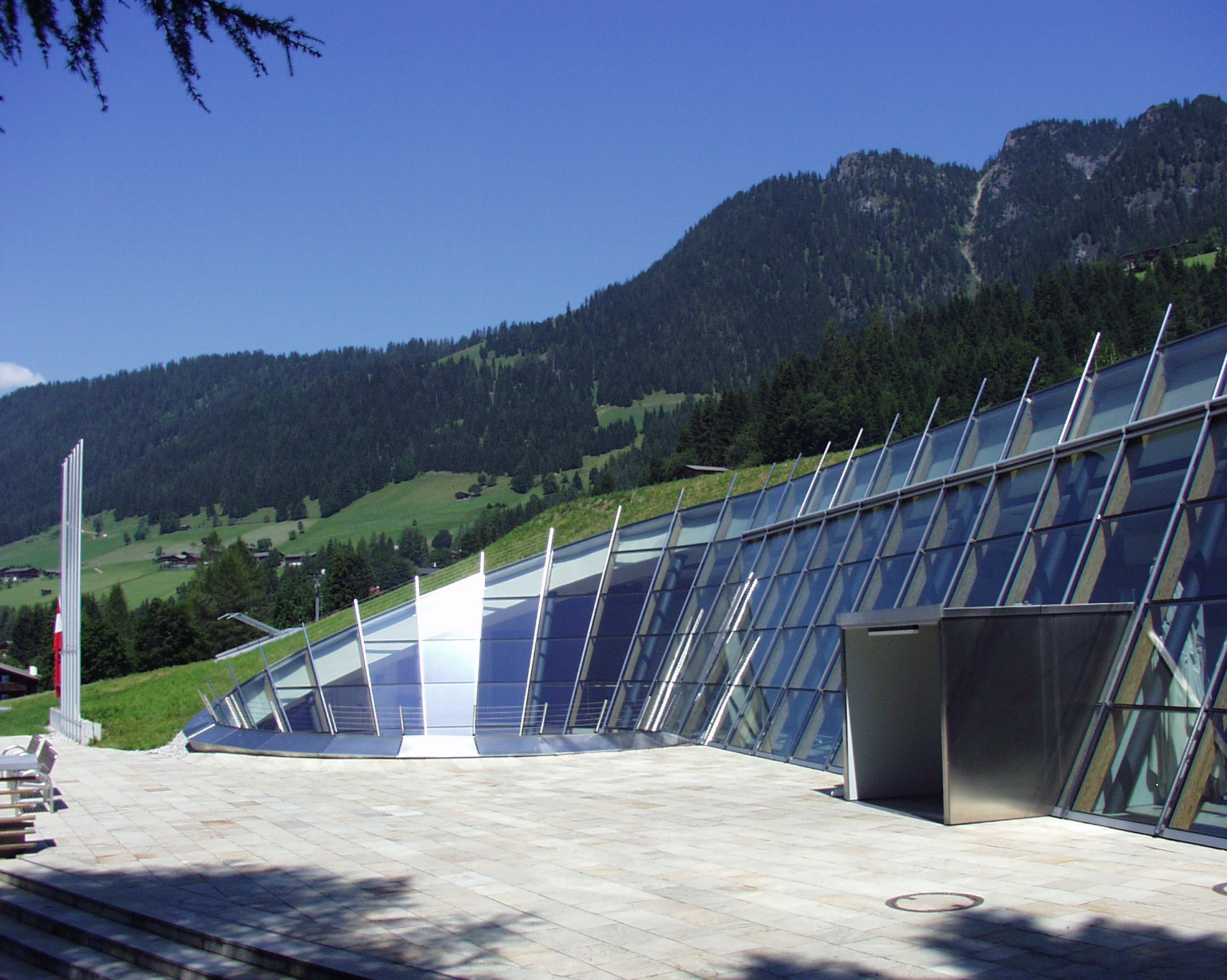
Centro de Congresos

Alpbach es una localidad situada en distrito de Kufstein, en el estado de Tirol, Austria. Tiene una población estimada, a principios del año 2022, de 2533 habitantes.
Está ubicada al noreste del estado, al este de la ciudad de Innsbruck —la capital del estado—, en el valle del río Eno y cerca de la frontera con Alemania (estado de Baviera), al norte.

## Economía e infraestructura
El turismo ocupa una posición fundamental en Alpbach. Además del turismo de congresos y de verano, el turismo de invierno en particular juega un papel importante. La localidad ofrece una gran variedad de alojamientos para los turistas que llegan a disfrutar de la estación de esquí local.

### Turismo
Múltiples conferencias y congresos tienen lugar en el Centro de Congresos durante todo el año.
Además, el lugar ofrece diversas instalaciones deportivas.
- En verano se puede practicar senderismo, patinaje, ciclismo de montaña, trekking, rafting, barranquismo, tenis, tiro con arco, gimnasia, entre otras actividades.
- En invierno se puede practicar en esquí en Ski Juwel Alpbachtal Wildschönau, que dispone de 46 teleféricos para llegar a las diferentes estaciones y 4 trenes de montaña de verano.[3]